# Porter (esport)

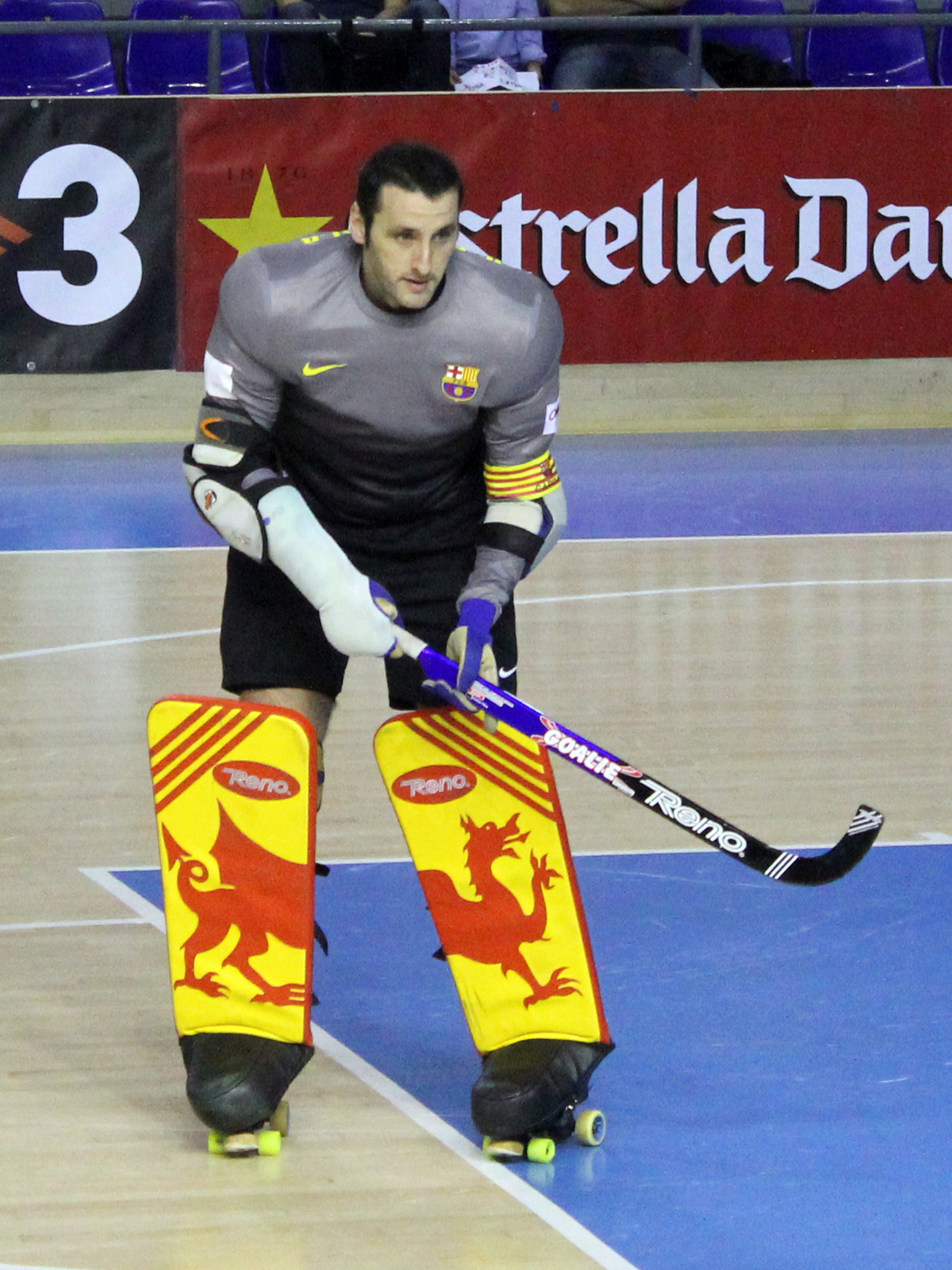
2012 2013 - Aitor Egurrola - Flickr - Castroquini-FCB

Un porter és el jugador d'un equip esportiu que defensa la porteria davant dels xuts dels jugadors de l'equip contrari, impedint que facin o marquin un gol. N'hi ha en esports com l'handbol, les diverses modalitats d'hoquei, el waterpolo o el futbol, entre d'altres.
En la majoria d’esports que impliquen marcar en una xarxa, els porters solen ser objecte d'una reglamentació especial, que no sol aplicar a la resta de jugadors (anomenats jugadors de camp). Aquesta normativa se sol instituir per a protegir el porter i evitar que sigui objecte d’accions perilloses o, fins i tot, violentes. Aquestes circumstàncies són més evidents en esports com els de la família de l’hoquei i el lacrosse, on han de dur un equipament especial (coixinets pesats i una màscara facial) per a protegir-se de potencials impactes de l’objecte de joc (una pilota o un disc).
En alguns esports, els porters poden compaginar la seva reglamentació especial amb la de la resta de jugadors de camp. És el cas, per exemple del futbol on el porter pot xutar la pilota com qualsevol altre jugador, a la vegada que també pot agafar-la i juaga-la amb les mans dins de la seva àrea. En canvi, en altres esports, els porters poden veure limitada la seva àrea d'actuació i les accions que poden dur a terme, tal com passa a la NHL nord-americana, on els porters no poden jugar el disc en les zones restringides darrere de la porteria ni portar-lo més enllà de la línia vermella del centre de la pista.

## Exemples

### Futbol

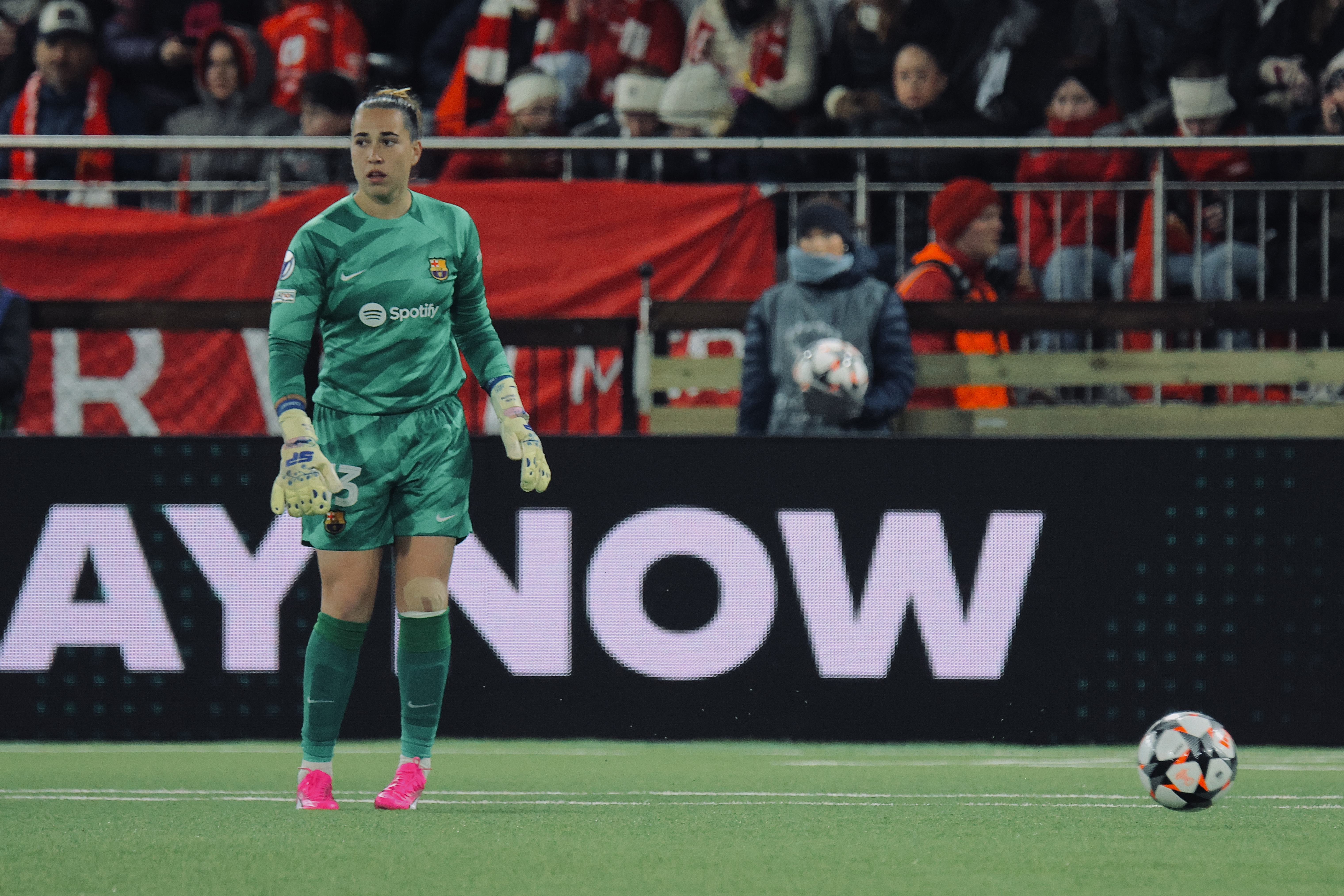
La mallorquina Cata Coll és reconeguda per la seva habilitat sota pals i també amb la pilota als peus.

Al futbol, cada equip ha alinear un porter, ja que és l'única posició obligatòria d'un equip. Té la funció de protegir la seva porteria dels intents dels seus adversaris de fer-li un gol. És l’únic jugador de l'equip que pot utilitzar les mans i els braços per desviar, aturar i llançar la pilota, tot i que només ho pot fer dins de la àrea de penal pròpia. Des dels anys 90, s'ha limitat la capacitat dels porters per retenir la pilota amb les mans i evitar la pèrdua de temps.
Per tal de poder-los identificar fàcilment, els porters han de dur una samarreta d'un color diferent de la de la resta dels jugadors de camp dels dos equips que s'enfronten i de la de l'àrbitre. Més enllà d'això, no han de complir cap altre requisit específic -poden intervenir a qualsevol part del camp com un altre jugador més-; però són els únics a qui es permet dur equips de protecció addicionals, com ara roba encoixinada o guants per protegir-se les mans i millorar l'adherència de la pilota. A més, tal com passa amb la resta de jugadors, han de dur canyelleres.
La posició de porter en el futbol modern ha anat evolucionant. A més de la seva habilitat en la porteria, als porters se'ls requereix sovint un bon domini de la pilota amb els peus, útil per ajudar l'equip en l'inici de les jugades des de la defensa. En equips molt ofensius o que defense amb una línia de fora de joc molt avançada, el porter també ha de tenir una bona lectura del joc rival i ser ràpid per poder tallar els contracops que s'inicien amb una passada llarga.

### Futbol sala
La funció del porter en el futbol sala s'assembla essencialment a la que exerceix el porter de futbol 11, així i tot hi ha bastantes diferències a causa de les exigències del joc. Per exemple, els porters de futbol sala han d'afrontar xuts a una distància molt més curta que els de futbol 11, i això requereix prioritzar els reflexos i l'agilitat per sobre d'altres qualitats. A diferència del futbol, no és imprescindible un control absolut del joc aeri, perquè la pilota sol circular rasa. Les proteccions que se solen portar són genolleres i colzeres embuatades; emperò, no duen guants, la qual cosa es compensa amb un embenatge en els dits per a evitar lesions.
En futbol sala, existeix la tàctica del porter-jugador, quan un equip decideix substituir el guardameta per un jugador de camp, i així realitzar atacs estàtics de 5 contra 4.

### Handbol

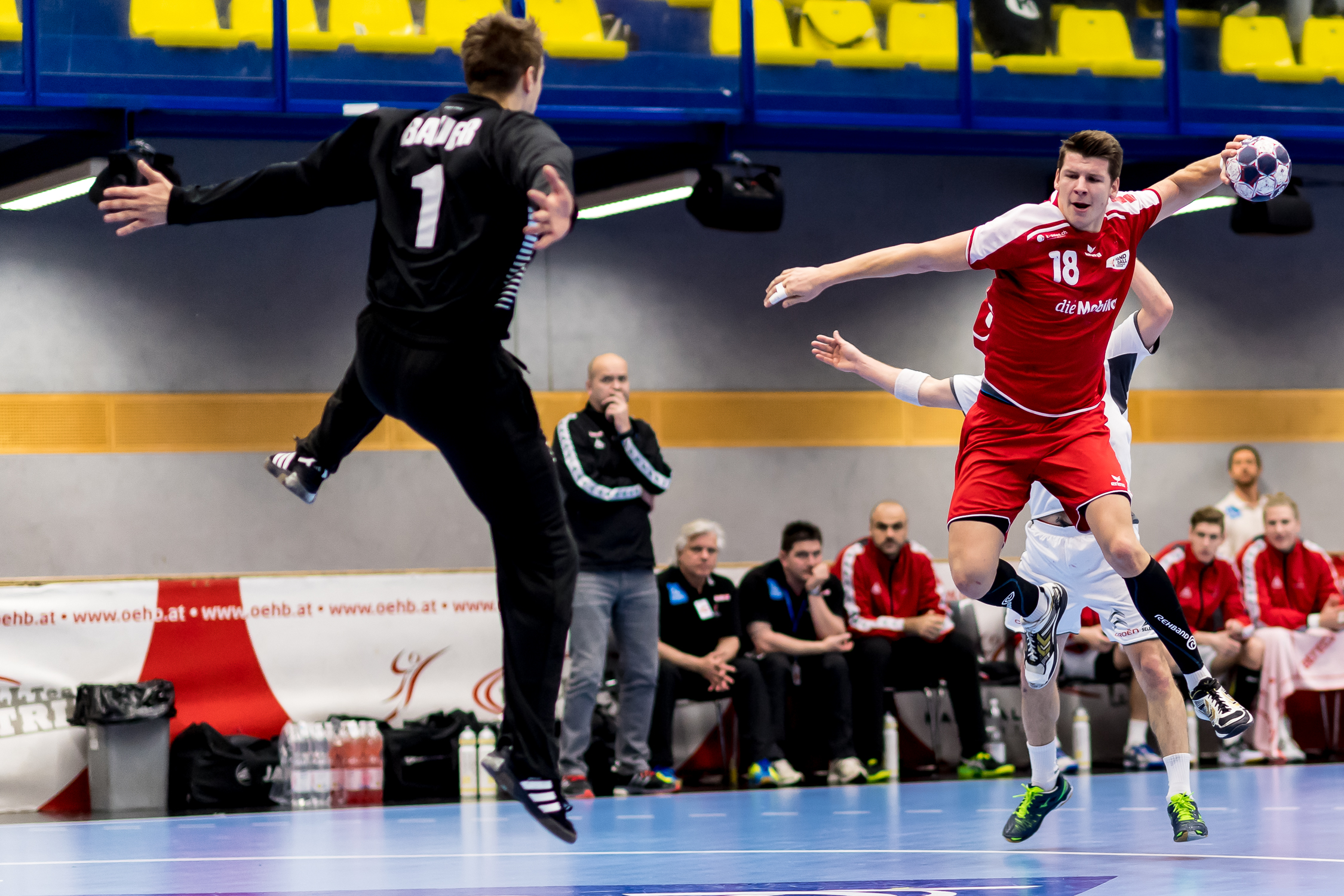
Els porters d'handbol acostumen a saltar cap a l'atacant quan és a punt de llançar a porteria, i estenen braços i cames per cobrir la major quantitat d'espai possible.

El porter d'handbol és l'únic jugador que, dins de l'àrea de 6 metres, pot fer els passos que vulgui amb la pilota a les mans, sense necessitat de fer-la botar. També és l'únic que pot tocar la pilota amb les seves cames i peus, encara que només per a parar els tirs: no pot trepitjar-la ni fer passades amb elles. Fora d'aquesta àrea, ha de comportar-se com qualsevol altre jugador del camp. Usualment porten pantalons llargs i, en modalitat masculina, poden dur proteccions en els testicles.

### Hoquei sobre herba
En hoquei sobre herba, el porter generalment usa un equip que inclou casc, màscara i protectors per al coll, pit, cames, peus i guants; encara que només és obligatori l'ús del casc. Els porters d'hoquei també estan equipats amb un estic, que pot ser l'estàndard o un d'específic per a aquesta posició.
Estan autoritzats a fer ús de qualsevol part del seu cos per a detenir la bola, encara que no pot obstruir el joc (per exemple tirant-s'hi a sobre), i només pot fer-ho dins de l'àrea de gol. Els porters no poden travessar el mig del camp, trec que no dugui cap protecció i hagi deixat el casc fora del terreny de joc. Si sorgeix un contraatac i no té temps de tornar a posar-se'l, el jugador (que segueix identificat al portar una samarreta diferent) manté les prerrogatives del porter quan torna sota pals. Si el joc s'interromp i hi ha una jugada a pilota aturada —com un tir de penal o un córner— ha de tornar a posar-se el casc abans de reprendre's el joc.
Des de 2007, es permet disputar el partit amb onze jugadors de camp (això és, sense porter). Qualsevol podrà situar-se sota pals, però no podrà tocar la bola amb una altra cosa que no sigui el seu estic. Això permet una variant tàctica i, en categories no professionals, simplement que el partit pugui començar encara que un club no tingui cap jugador vestit amb l'equip de porter.

### Hoquei sobre patins
Com en l'hoquei herba, el porter duu casc, màscara i protectors per al coll, pit, cames, peus i guants amb protecció facial. L'estic dels porters és diferent al de la resta de jugadors, doncs és pla per les dues cares. Davant de la porteria hi ha dibuixat un semicercle, que correspon a l'àrea del porter.

### Hoquei sobre gel
En hoquei sobre gel, el porter és responsable d'evitar que el disc d'hoquei entri en la seva xarxa de la porteria. El porter juga prop de la porteria, en l'àrea de la pista d'hoquei conegut com àrea de gol. Un equip necessita entre dos i tres porters en el seu planter, però tenen prohibit ser-ne els capitans. El porter empra un equip especial diferent al dels altres jugadors; com una samarreta més gruixuda, guants especials i proteccions, ja que té la capacitat per a bloquejar els llançaments dels rivals amb qualsevol part del cos.
Si un jugador de camp xoca al porter deliberadament, se senyala una penalització d'interferència al porter contra l'ofensor. Per la seva part, si un porter rep una penalització menor; no haurà de ser retingut a l'àrea de càstig: un altre jugador de camp complirà la sanció en el seu lloc. Un porter que rep una penalització de mala conducta o és expulsat del partit, serà reemplaçat per un altre porter. Com succeeix en el futbol sala, un equip pot renunciar al seu porter i fer entrar un altre jugador de camp —especialment en els minuts finals del tercer període, quan l'equip està perdent per un o dos gols i té control del disc. En aquesta situació, si l'equip que va guanyant recupera la pilota, te l'opció de disparar contra la porteria buida. Aquesta tàctica no està permesa durant una pròrroga.

### Waterpolo

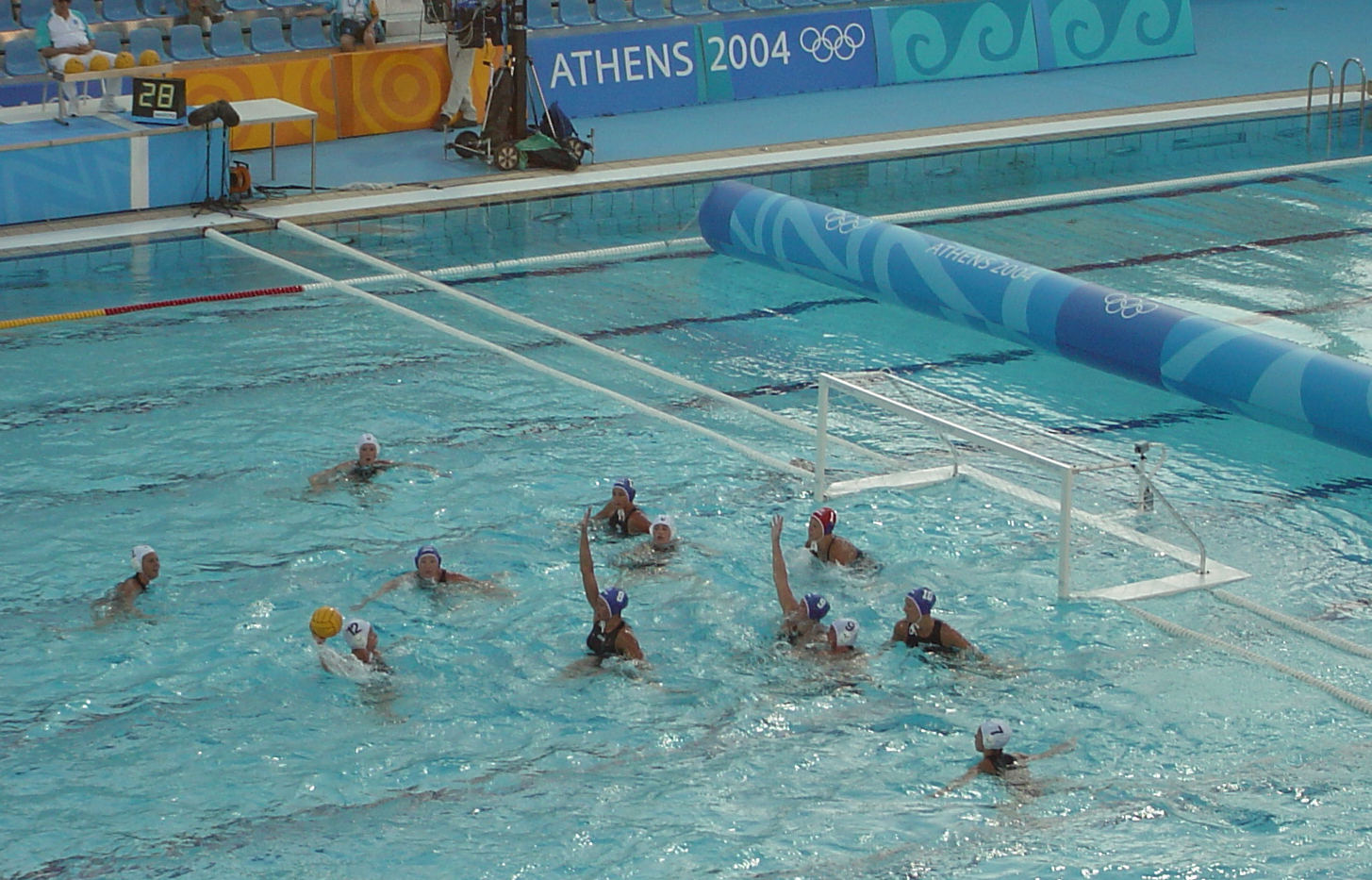
El porter, amb capell vermell, defensa la porteria de l'equip que porta capells blaus.

Als porters de waterpolo se'ls concedeix privilegis especials dins de l'àrea de cinc metres: desviar la pilota amb el puny, aturar els llançaments amb les dues mans, agafar la pilota amb totes dues mans i tocar el fons de la piscina. Des de 2006, els porters poden travessar la línia de cinc metres —encara que perden els privilegis d'usar les dues mans o tocar el fons—, però mai podran superar nedant la línia de mig camp. D'altra banda, noves regles s'han aplicat als capells dels porters: han de ser negre i vermell per al porter local i blanc i vermella per al visitant, i han de portar el dorsal 1, 1a o 1b.

### Lacrosse

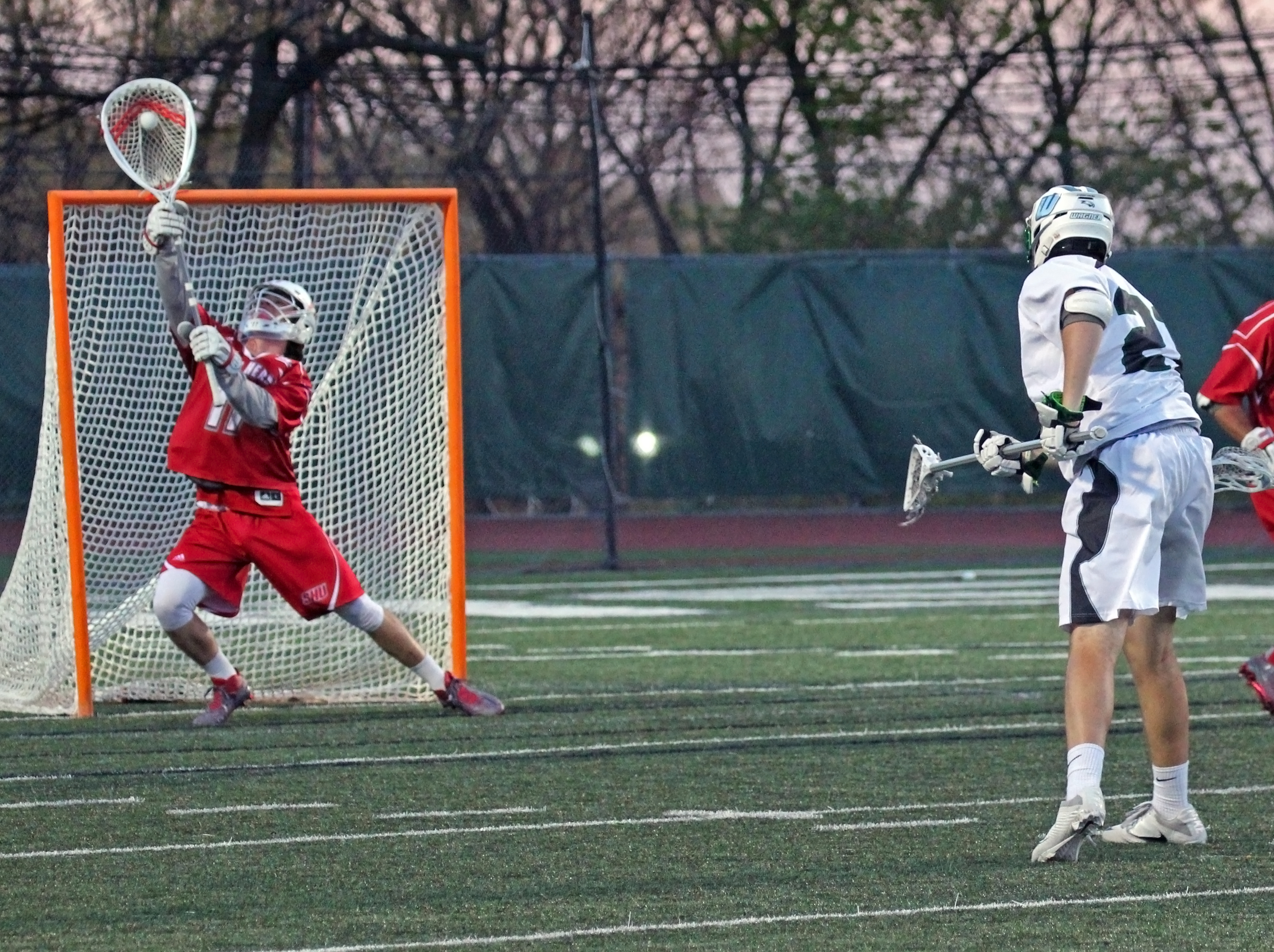
Un porter de lacrosse atura el llançament d'un rival.

En lacrosse masculí, una vegada que el porter fa una aturada i té el control de la bola amb l'estic o crosse, només pot retenir-la durant quatre segons (encara que la durada pot variar segons el nivell de joc), fins que passa la bola o surt de l'àrea de porteria o crease (una circumferència de 5,5 m de diàmetre al voltant de la porteria). Després d'això, el porter no pot tornar a rebre la pilota si està situat dins la crease. En aquesta àrea, els jugadors rivals no poden contactar amb el porter o el seu bastó i, de fer-ho, se senyala una infracció penalitzada amb un tir lliure des de la meitat del camp. Un altre privilegi del porter és que pot desviar els llançaments amb les mans, tot i que no pot controlar-la. En el lacrosse femení, la portera pot mantenir la bola en el seu poder durant 10 segons, i se la permet agafar i aixecar la bola amb les seves mans.
Els porters —tant homes com dones— han de portar un casc i protector de mentó, coll, pit i guants. Opcionalment també solen portar protecció en colzes, genolls, cuixes, etc.